# Patrick Chauvel
Patrick Chauvel (* 7. dubna 1949, Paříž, Francie) je francouzský nezávislý válečný fotograf. Během svého života fotografoval téměř 35 válečných konfliktů. Mezi ty nejvýznamnější patří šestidenní válka a válka ve Vietnamu, kterou fotografova ve svých devatenácti letech. Kromě toho je autorem několika dokumentárních filmů.

## Život a dílo
Dne 21. prosince 1989 byl během invaze do Panamy kriticky zraněn dávkou do břicha.
V roce 1995 získal v soutěži World Press Photo první cenu ve zpravodajské kategorii spot news stories.
V březnu 2022 Patrick Chauvel ve svých 72 letech dokumentoval konflikt na Ukrajině pro deník Le Monde.

## Dokumentární filmy
- 48h à Ramallah / Patrick Chauvel
- Cauchemars d’enfants tchétchènes / Patrick Chauvel
- Derrière l’objectif / Patrick Chauvel
- Kamikaze 47 / Patrick Chauvel
- Rapporteurs de guerres / Patrick Chauvel; Antoine Novat [6]

## Publikace
- CHAUVEL, Patrick , 2003. Rapporteur de guerre. Francie: Oh. Dostupné online. ISBN 9782915056044. S. 295. (francouzsky)

- CHAUVEL, Patrick , 2006. Sky . Francie: A Vue d'Oeil. ISBN 9782846662581. S. 423. (francouzsky)
- Chauvel, Patrick (2012). Les Pompes de Ricardo Jesus, Francie: Kero 2012, ISBN 9788074071898 .
- Chauvel, Patrick (2014). Ceux du nord, Francie: Les Arenes Eds, ISBN 9782352043492 .

## Filmografie (herec)
- 1982: L'Honneur d'un capitaine, Pierre Schoendoerffer
- 1992: Dien Bien Phu, Pierre Schoendoerffer
- 1994: Pigalle, Karim Dridi
- 2004: Le Petit Lieutenant, Xavier Beauvois
- 2004: Above the Clouds (Là-haut, un roi au-dessus des nuages), Pierre Schoendoerffer
- 2007: L'étoile du soldat, Christophe de Ponfilly